# Macroscelides micus
Macroscelides micus — вид ссавців родини стрибунцевих (Macroscelididae).

## Відкриття
Вид був вперше помічений як незвичайний зразок, зібраний у 2006 році, в колекції слонових землерийок, що зберігається в Каліфорнійській академії наук. Червоне хутро відрізняло цей зразок від інших екземплярів. Генетичне тестування показало, що це окремий вид, але для підтвердження знахідки потрібні додаткові докази. Dumbacher та ін. дев'ять разів подорожували до пустелі Наміб протягом кількох років, де вони встановлювали пастки, наживлені арахісовим маслом, вівсом і мармітом. Всього було отримано 21 екземпляр слонової землерийки, 15 з яких належали до нового виду. 

## Поширення
Він зустрічається лише на гравійних рівнинах у формації Етендека на північному заході Намібії.

## Опис
Завдовжки близько 19 см і вагою менше 28 грамів цей вид є найменшим у родині стрибунцевих. Він має рожеву шкіру та червоне хутро, що допомагає йому маскуватися серед вулканічних порід навколишнього середовища.